# 婉貴太妃
婉貴太妃（1716年2月1日—1807年3月10日），陳氏。陳廷璋之女。乾隆帝之妃。

## 前期生平
雍正年間，被雍正帝賜侍高宗藩邸，時為格格，其「母家姓陳，係漢人
」，並非漢軍旗或包衣出身，而是民人出身，應為南方官員進貢的女子。
乾隆帝即位後，陈氏與格格海氏一樣，初封常在，稱為陳常在。乾隆二年（1737年) 五月十二日，陈常在與海常在一樣，晉封為貴人，稱为陳貴人。
乾隆十三年（1748年）七月，乾隆帝册封嫻貴妃那拉氏為皇貴妃，並準備立為皇后。於是嘉妃及陳貴人等四人，同受恩典，晉封一级。
乾隆十三年九月，內閣典籍廳為陳氏晉封為嬪所擬的字樣有「婉、巽、穎」三字。乾隆帝從中選擇了婉字，陳貴人由是成為婉嬪。
乾隆十四年（1749年）夏四月，正式册封为婉嬪。

## 後期生平
陳氏看似没降位的表面下，實質所享的份例一度被削減，僅有貴人的待遇，而生日的赏赐更是多年按常在之标准配合。乾隆二十年十二月二十日，乃為婉嫔四十千秋，卻没有任何賞賜记载。直至乾隆三十年十二月二十日婉嫔五十大壽，內務府才以稍高於貴人之例，恩赐银二百两。及後，乾隆帝考慮到該日為陳氏五十大壽，別具意義，才命人改賞她銀三百兩及慶壽物品。直至陳氏七十岁時，才恢复正常待遇。
乾隆五十九年（1794年），居嬪位長達四十多年的陳氏才晉為婉妃。
嘉慶六年（1801年）正月，尊封婉貴太妃，嘉庆帝曰:「婉太妃母妃，以前皇考在藩邸时，蒙皇祖所赐，侍奉皇考多年，嗣经晋封贵妃，现在寿康宫位次居首，年跻八十有六，康健颐和，宜崇位号，以申敬礼。应尊封为婉贵太妃。所有应行事宜，著各衙门查照定例预备，于四月十五日举行。」嘉庆六年二月，在正月的一份文书中，工部司员没有遵照抬头制度将“婉贵太妃”抬写两格。因此，上至尚书琳宁及左侍郎英和，下到郎中永祚等人均受到罚俸的处罚。
嘉慶十二年（1807年）二月初二日逝世，享壽九十二歲，乃為乾隆帝后妃中最長壽者。嘉慶十二年（1807年）十一月初三日，金棺葬於清东陵的裕陵妃園寢。《餵馬檔》記載鄂貴人西林覺羅氏在婉貴妃陳氏死後，曾親自到靜安莊送別即將被抬到清東陵的陳氏。目前並不知道這兩人的關係。

## 影视作品
- 電視劇

| 年份 | 劇名     | 演員   | 剧中姓名 | 劇中稱謂                                 |
| 2014 | 钱塘传奇 | 劉斯斯 | 陳氏     | 婉妃                                     |
| 2018 | 延禧攻略 | 王欣慧 | 陳氏     | 婉貴人→婉嬪                              |
| 2018 | 如懿傳   | 曹曦文 | 陳婉茵   | 寶親王侍妾格格→婉答應→婉常在→婉貴人→婉嬪 |